# Котел (Содражиця)
Котел (словен. Kotel) — поселення в общині Содражиця, регіон Південно-Східна Словенія, Словенія.